# صهريج جسري
الصهريج الجسري أو الصهريج الجسري المخيخي هو صهريج تحت عنكبوتي يظهر على الوجه البطني للجسر.
يحتوي على الشريان القاعدي، وهو مستمر في الخلف مع الحيز تحت العنكبوتي من النخاع الشوكي، ومع الصهريج الكبير، وأمام الجسر مع الصهريج بين السويقتين .